# Wszystko na swoim miejscu!
Wszystko na swoim miejscu! (duń. „Alt paa sin rette Plads!”, współ. duń. „Alt på sin rette plads!”) – baśń literacka autorstwa Hansa Christiana Andersena, wydana po raz pierwszy w Kopenhadze w listopadzie 1852 roku.

## Publikacja
Andersenowska baśń literacka Wszystko na swoim miejscu! została po raz pierwszy opublikowana 30 listopada 1852 roku w Kopenhadze przez wydawnictwo C.A. Reitzel w antologii Opowieści. Zbiór drugi. 1853 (duń. Historier. Anden Samling. 1853). W katalogu dzieł Andersena autorstwa B.F. Nielsena baśń opatrzona jest numerem 618. Utwór został wznowiony za życia pisarza trzykrotnie: w 1853, 1855 i 1863 roku.
W baśni pojawiają się motywy związane z religią. Pochwalony jest zwyczaj rodzinnej lektury Biblii. Jest mowa o Sodomie i Gomorze w kontekście zepsucia obyczajów w bogatym domu szlacheckim. O bohaterce zostaje powiedziane, że jest po konfirmacji. Pojawia się postać syna pastora.

## Polskie przekłady
Baśń została przetłumaczona na język polski:
- 1899 – Wszystko na swojem miejscu: Cecylia Niewiadomska (tłum.): Baśnie. Warszawa. Brak numerów stron w książce
- 1901 – Wszystko na właściwym miejscu: Maria Glotz (tłum.): Nowe powieści czarodziejskie Andersena. T. 2. Warszawa. Brak numerów stron w książce
- 1931 – Wszystko na swoim miejscu: Stefania Beylin (tłum.): Baśnie. Warszawa. Brak numerów stron w książce
- 2006 – Wszystko na swoim miejscu!: Bogusława Sochańska (tłum.): Baśnie i opowieści. Tom II 1852–1862. Poznań. s. 58–66. ISBN 978-83-7278-194-9. (z oryginału duńskiego)

## Fabuła
Streszczenia dokonano na podstawie wersji duńskiej.
Stara posiadłość jest otoczona fosą. Obok mostu rośnie stara wierzba, pochylająca się nad trzcinami. Gęsiarka spieszy się, by zejść z drogi nadciągającemu orszakowi myśliwych. Bogaty pan popycha ją brutalnie, przez co upada. Gbur rzuca z pogardą: „Wszystko na swoim miejscu!” i śmieje się razem z innymi. Dziewczyna łapie się gałęzi wierzby, by nie wpaść do wody. Gałęź łamie się, ale wędrowny kramarz pomaga jej wyjść na brzeg. Wkłada złamaną gałąź wierzby do błota, mówiąc: „Rośnij, jeśli potrafisz!”.
Handlarz udaje się do dworu, gdzie go wyśmiewają i traktują z pogardą. We dworze trwa huczna zabawa zakrapiana obficie alkoholem. Biesiadnikom brak ogłady. Arystokraci szydzą z kramarza, każąc mu pić piwo z pończochy. Gdy wychodzi, mówi: „Droga to moje miejsce, tu nie pasuję.”
Z czasem zasadzona wierzba zaczyna rosnąć i wypuszcza nowe pędy. Gęsiarka uważa drzewo za swoje i cieszy się z jego wzrostu. Po sześciu latach, przez grę w karty i złe prowadzenie się, bogacz traci wszystko i odchodzi jako biedak. Posiadłość kupuje ten sam handlarz, który wcześniej był wyśmiewany.
Nowy właściciel zakazuje gier i rozsądnie zarządza majątkiem. Bierze za żonę dawną gęsiarkę, która okazuje się dobrą i pobożną kobietą. Dom zostaje odnowiony, staje się piękny. Dzieci rosną, każde inaczej uzdolnione, ale dobrze wychowane. Wierzba rośnie i staje się wielkim drzewem, symbolem rodu.
Sto lat później posiadłość już nie istnieje, zostają tylko ruiny i wierzba staruszka. W nowej wielkiej rezydencji mieszkają bogaci baronowie, potomkowie handlarza i gęsiarki. Portrety przodków wiszą w korytarzu służby, wyśmiewane przez dzieci. Jedna z młodych baronówien opowiada historię drzewa i swoich przodków. Przypomina o wartościach ważnych dla przodków, prostocie i godności, z których wyrosła cała ich rodzina. Przy magicznej grze na wystruganej z drewna starej wierzby fujarce, prostacy wracają na „swoje miejsca”, a portrety założycieli rodu znowu zdobią salon.

## Galeria

Ilustracje baśni Wszystko na swoim miejscu!
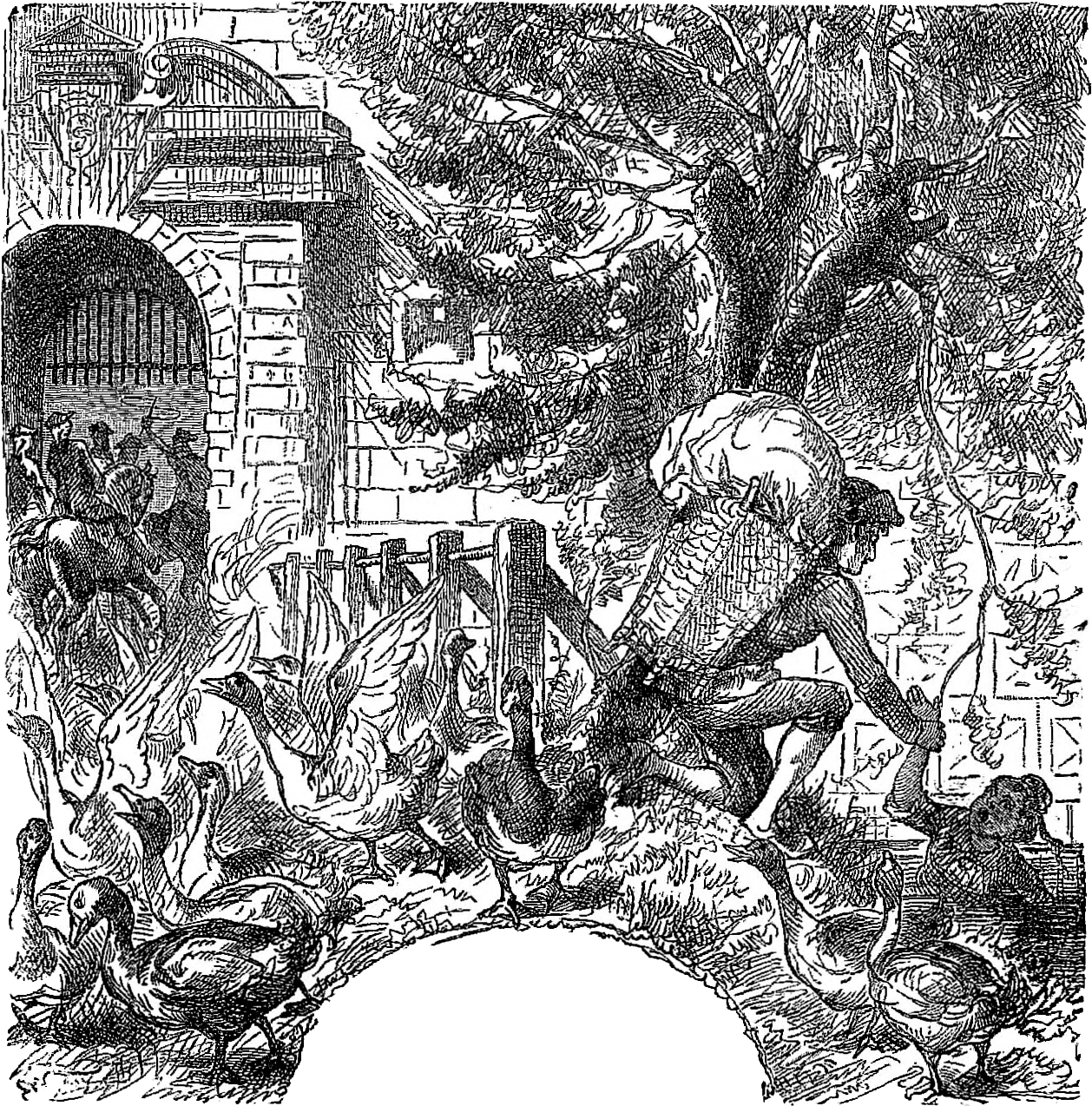
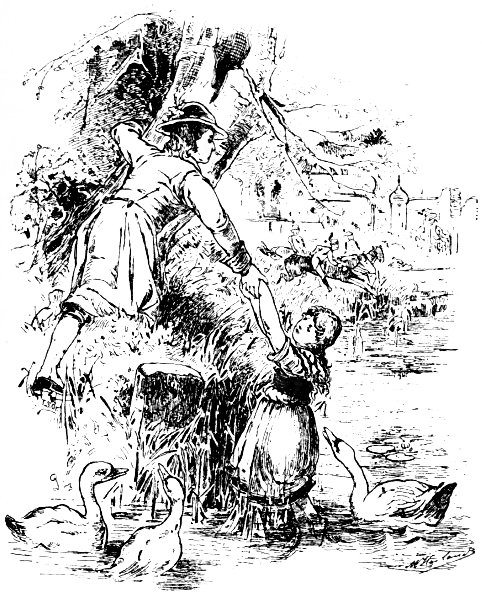
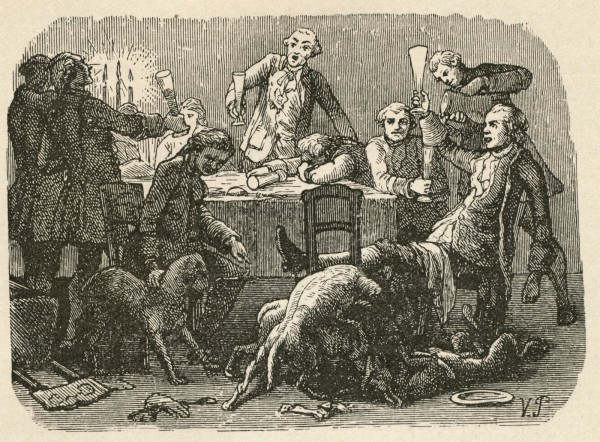
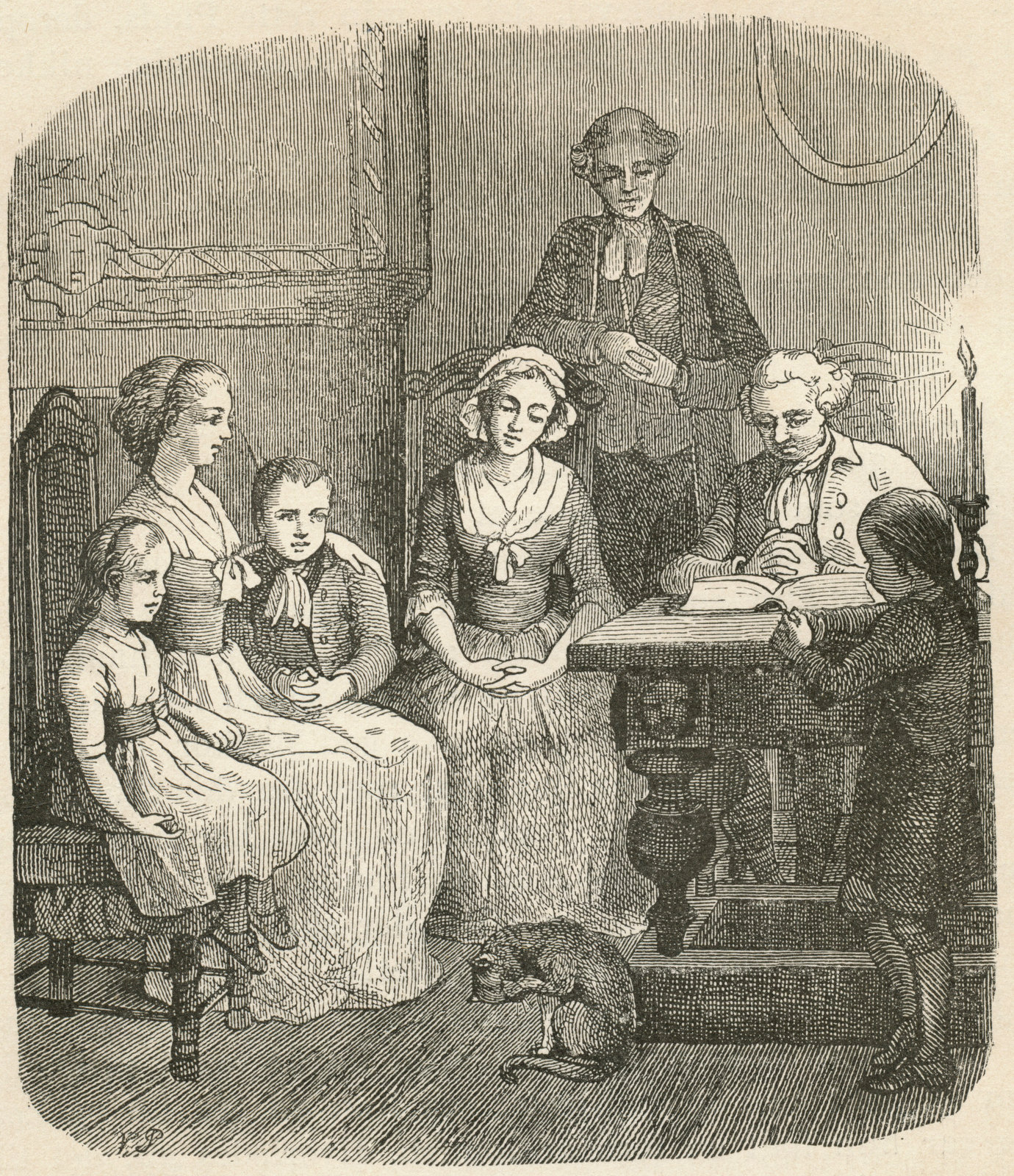
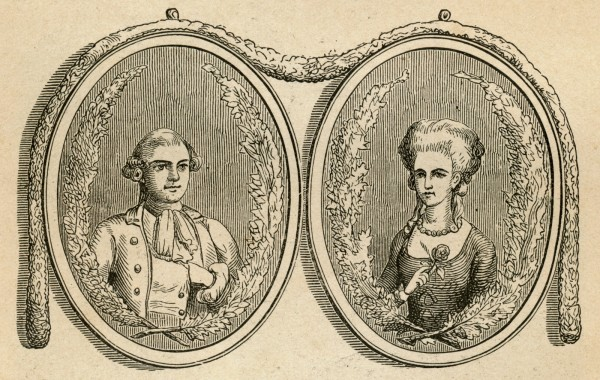